# 深川江戸資料館

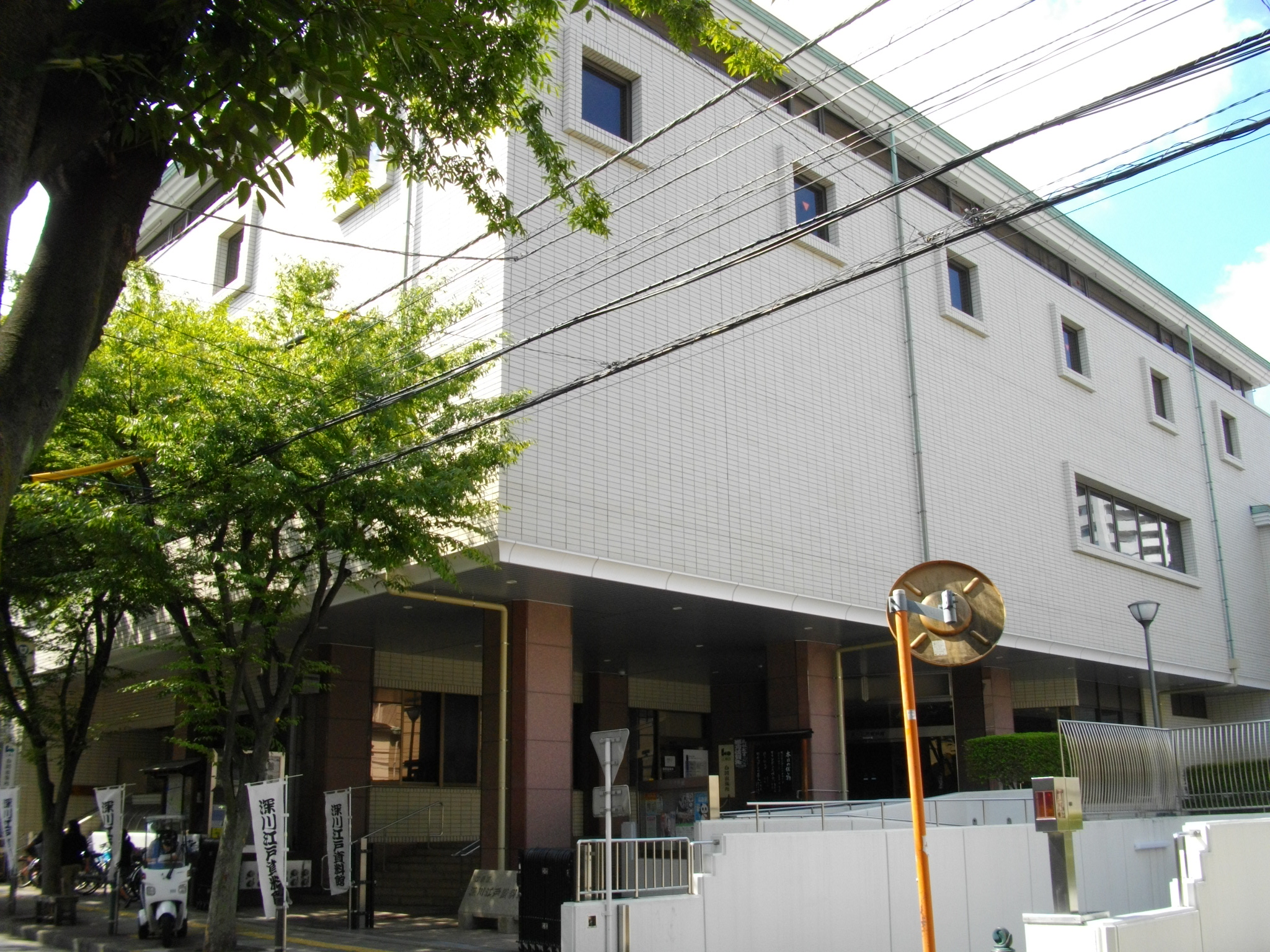
外観

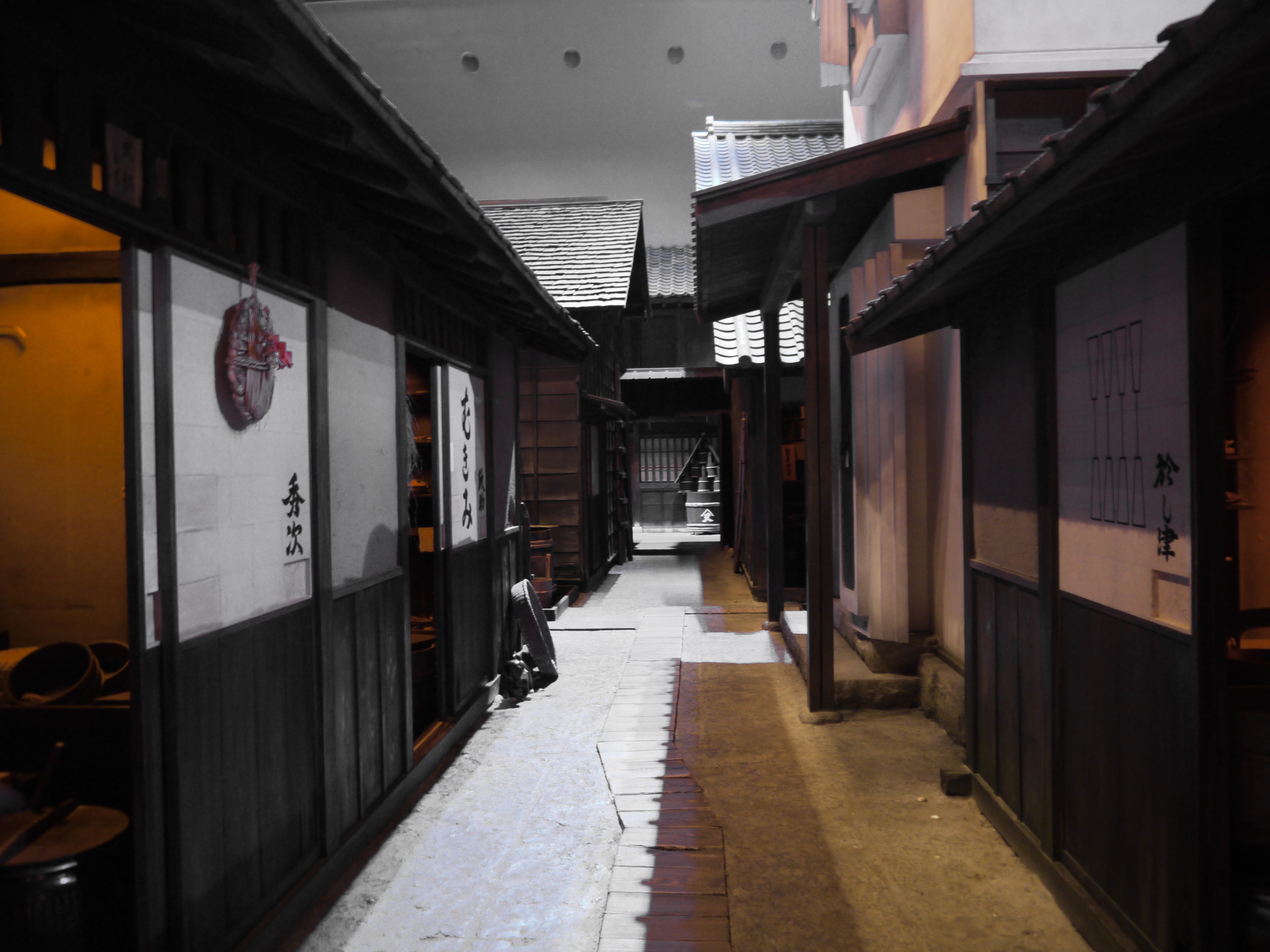
天保年間の深川佐賀町の路地と長屋の再現展示

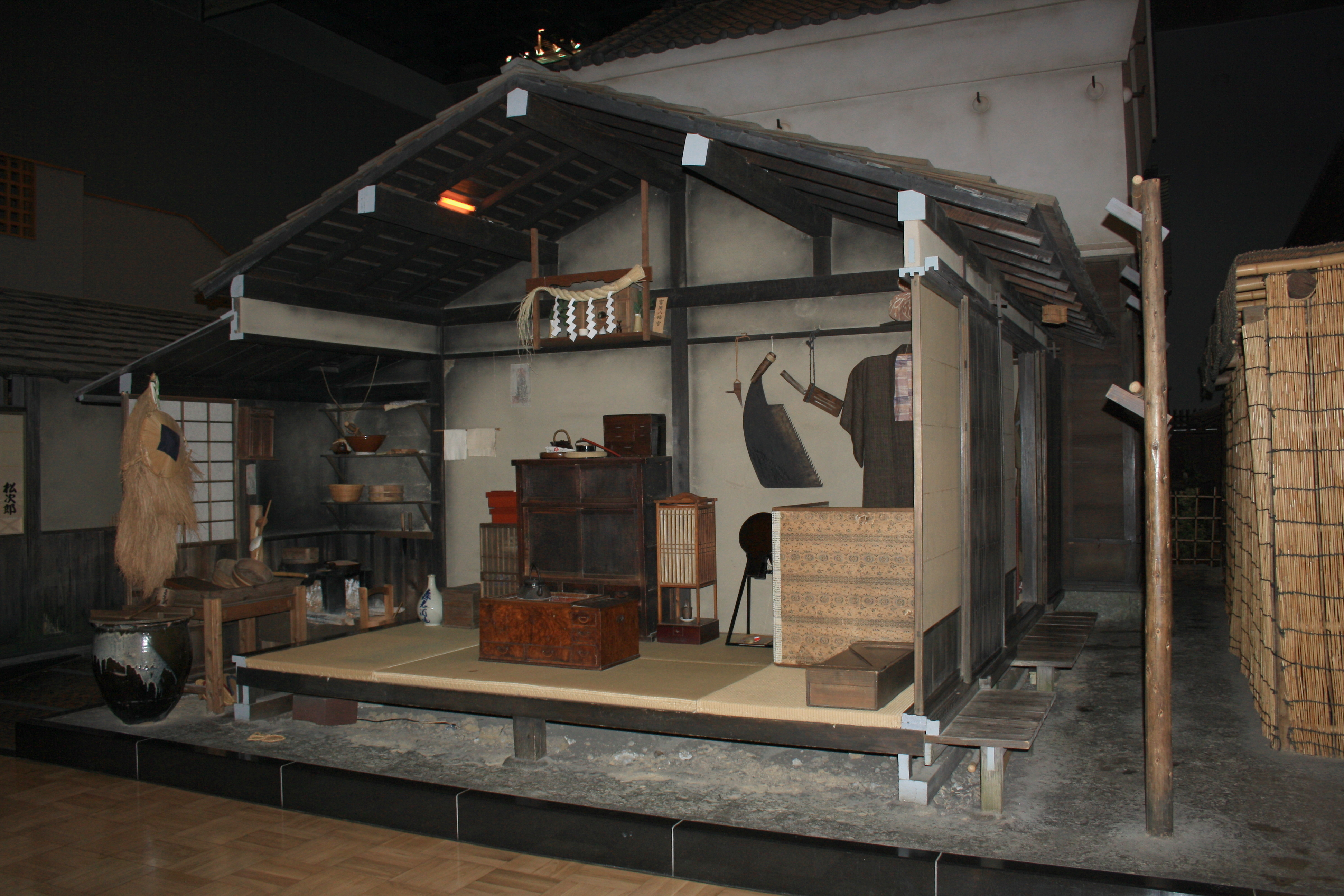
木場の木挽職人の家の再現展示。大鋸や鳶口、大工道具、夫婦二人分の箱膳、女房の化粧道具など。

深川江戸資料館（ふかがわえどしりょうかん）は、江戸時代に関する資料等を収集、保存、展示するとともに江東区民の集会の場を提供することにより、文化の振興と向上を図るために設置された、江東区立の体感型資料館。公益財団法人江東区文化コミュニティ財団が指定管理者として管理・運営している。

## 概要
江戸時代（天保年間頃）の深川佐賀町の街並みを実物大で再現した展示があり、朝昼晩の移り変わりが音響や照明などで演出されるほか、お店や長屋に実際に入って生活用具などに触れられる体感型の展示室がある。そのほか、小劇場やホールが文化施設機能を担っており、小劇場の定員は300人、レクホールの定員は120人で、一般貸出しており、さまざまな文化活動に使うことができる。江東区役所白河出張所も併設している。地上4階、地下1階、延床面積5,236平方メートル。
所在地は東京都江東区白河1-3-28。都営大江戸線および東京メトロ半蔵門線清澄白河駅A3出口より徒歩3分。#アクセス
- 開園時間：9:30 - 17:00（ただし入館は16:30まで）
- 休園日：第2・4月曜日（ただし祝日の場合は翌日）、年末年始、臨時休館（設備点検・展示替え等）
- 展示室観覧料：大人（高校生含む）400円、小中学生50円[2][3]、団体割引・障害者割引あり。[1]

## 沿革
- 1986年（昭和61年）
  - 10月1日 - 当館開設。
  - 11月16日 - 開館。同時に江東区役所白河出張所も設置。
- 2009年（平成21年）7月1日 - 改修工事のため長期休館。
- 2010年（平成22年）7月24日 - リニューアルオープン。

## アクセス
- 都営地下鉄大江戸線・東京メトロ半蔵門線 清澄白河駅 A3出口 徒歩3分。
- 都営バス：門33系統「清澄庭園前」下車 徒歩3分。秋26系統「清澄白河駅前」下車 徒歩4分。
- 首都高速9号深川線 福住出入口より5分（駐車場あり6台）。

## ギャラリー

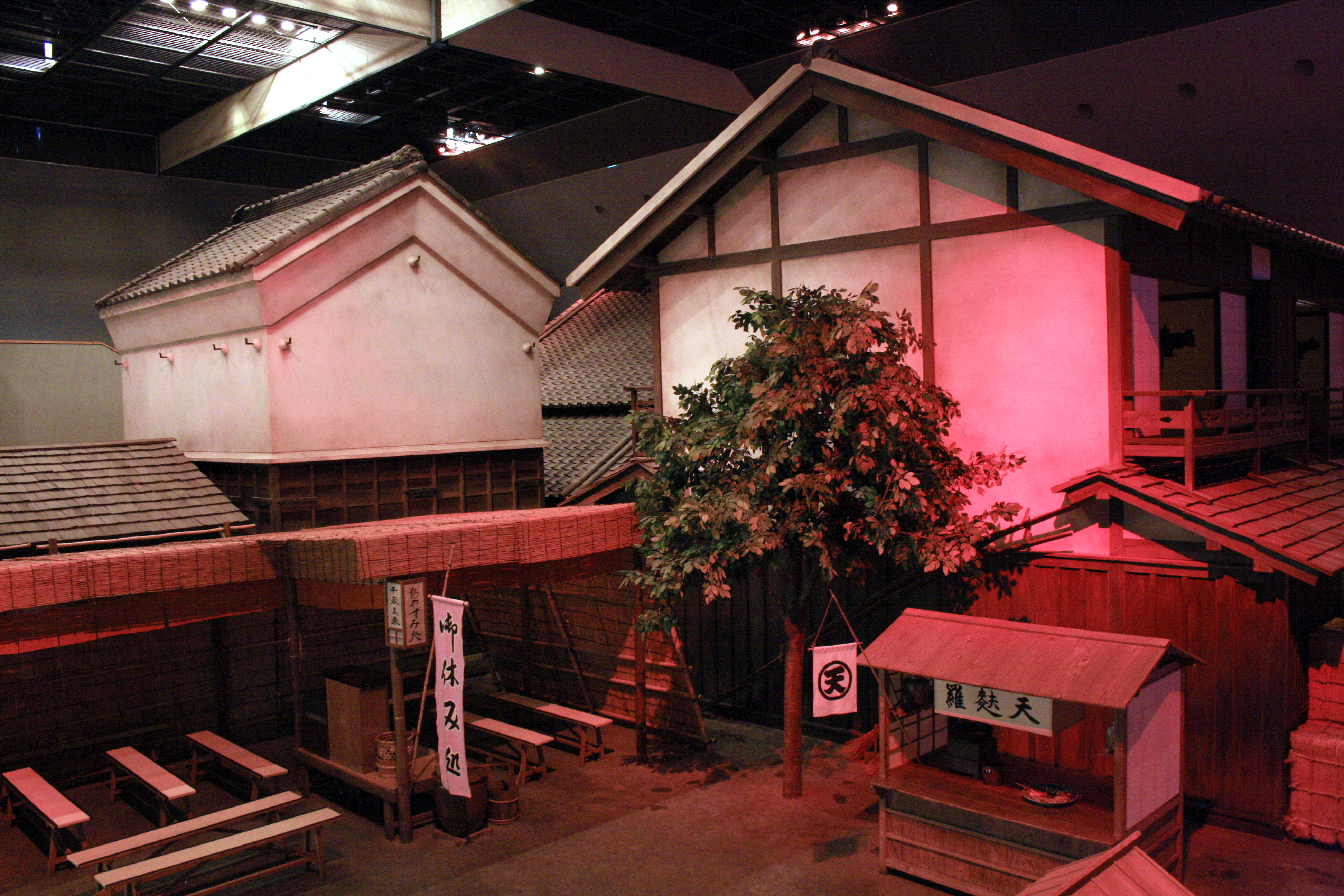
商家や蔵
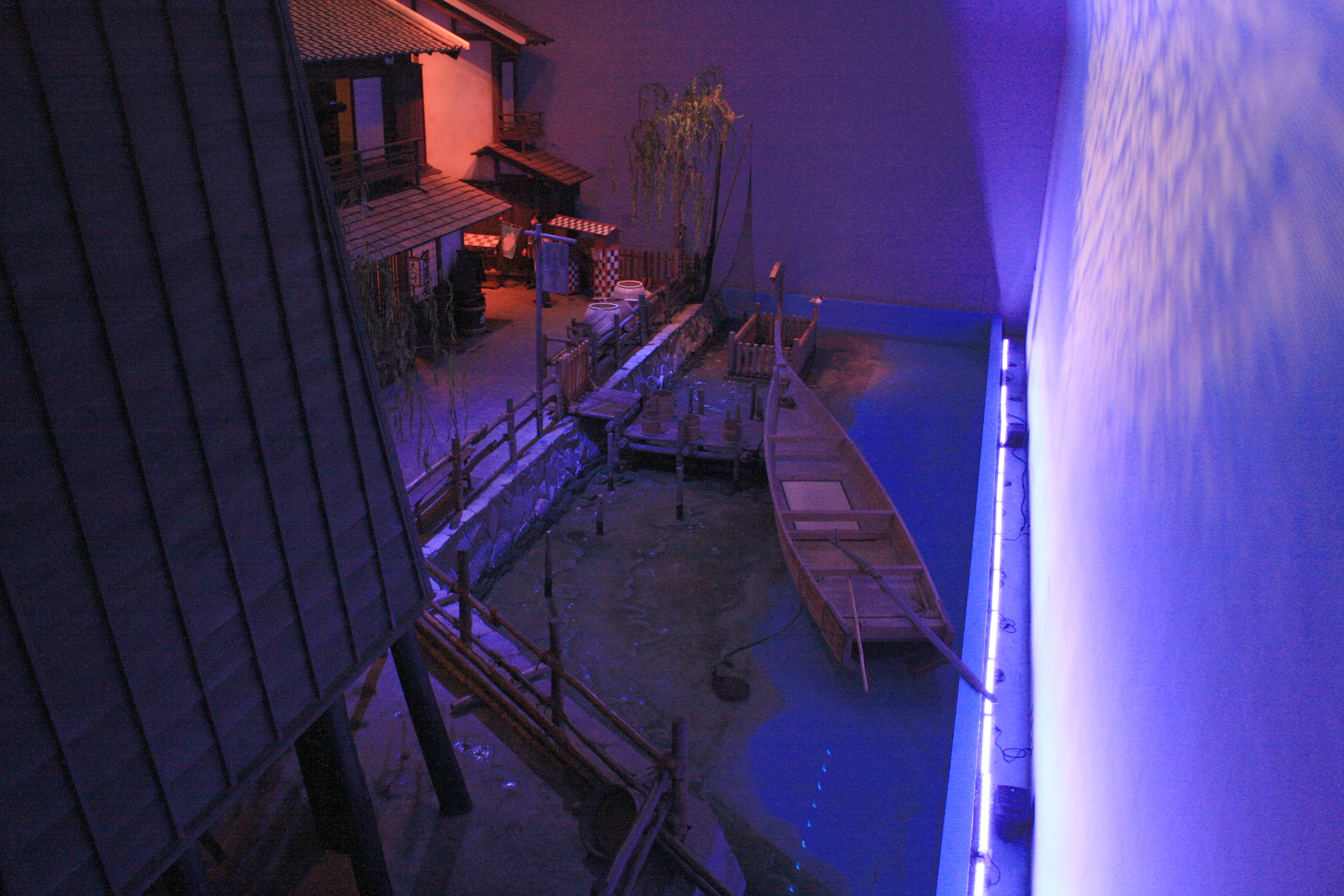
船着き場
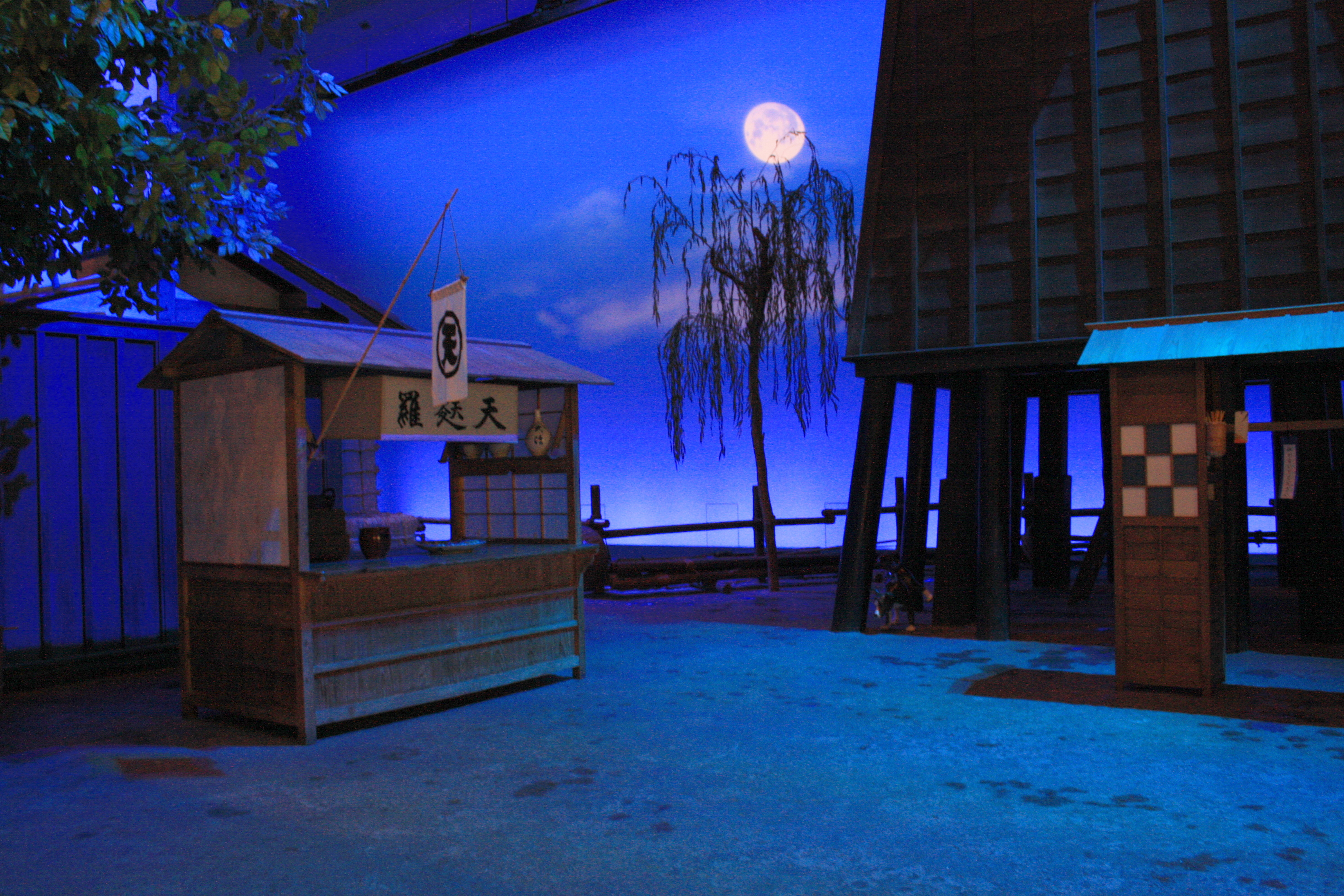
天麩羅屋の屋台
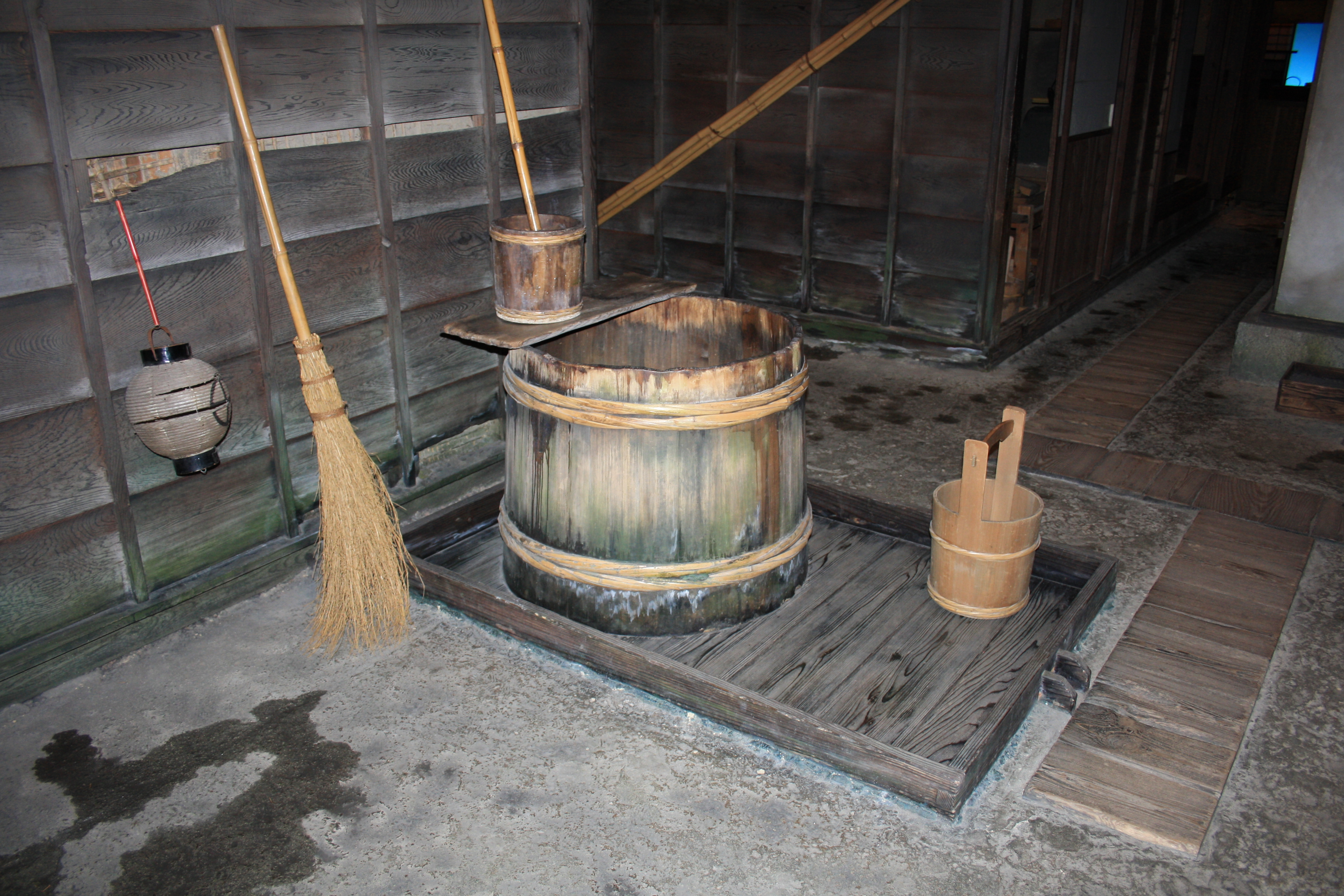
長屋の共同井戸と井戸端の水場
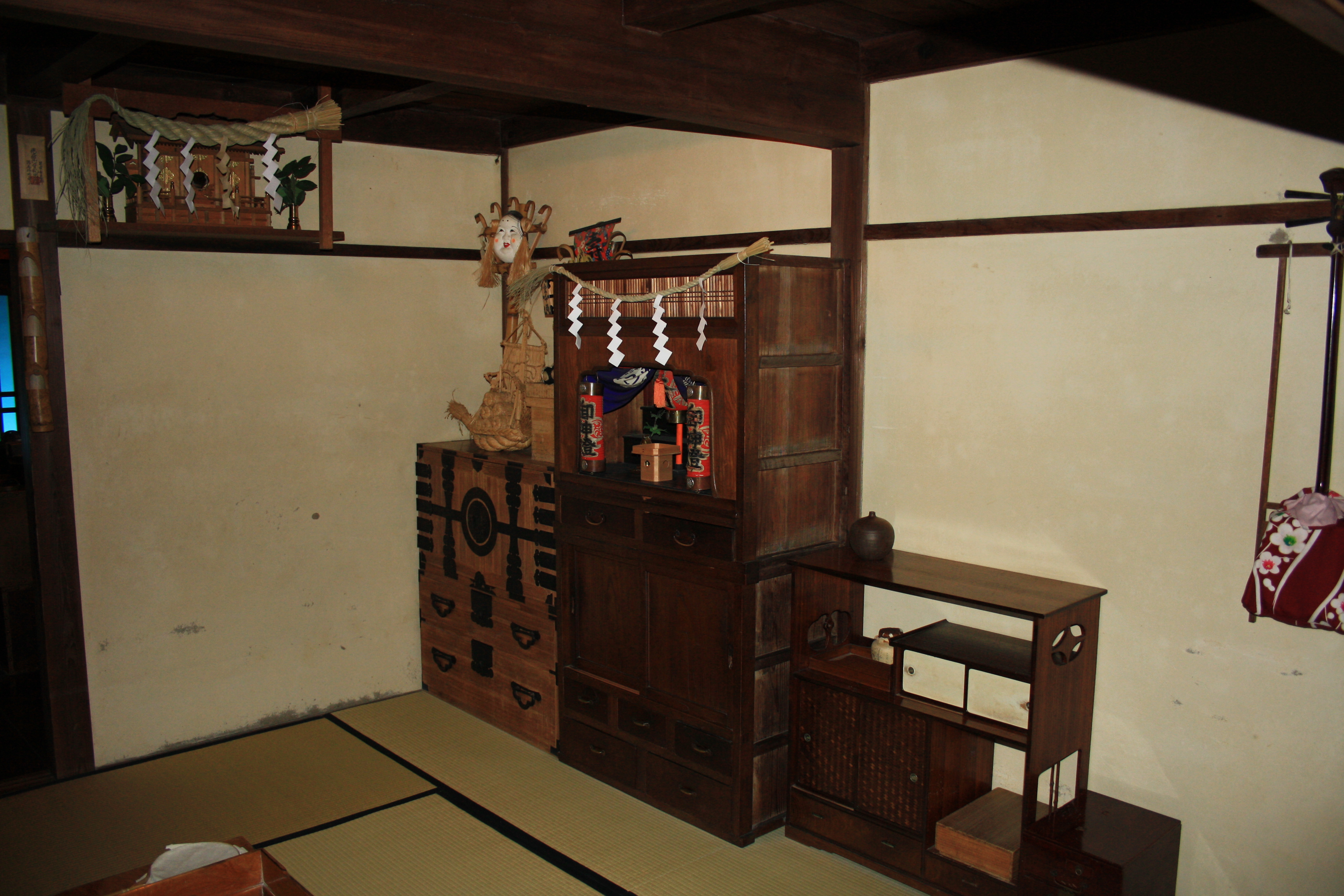
屋内の再現展示
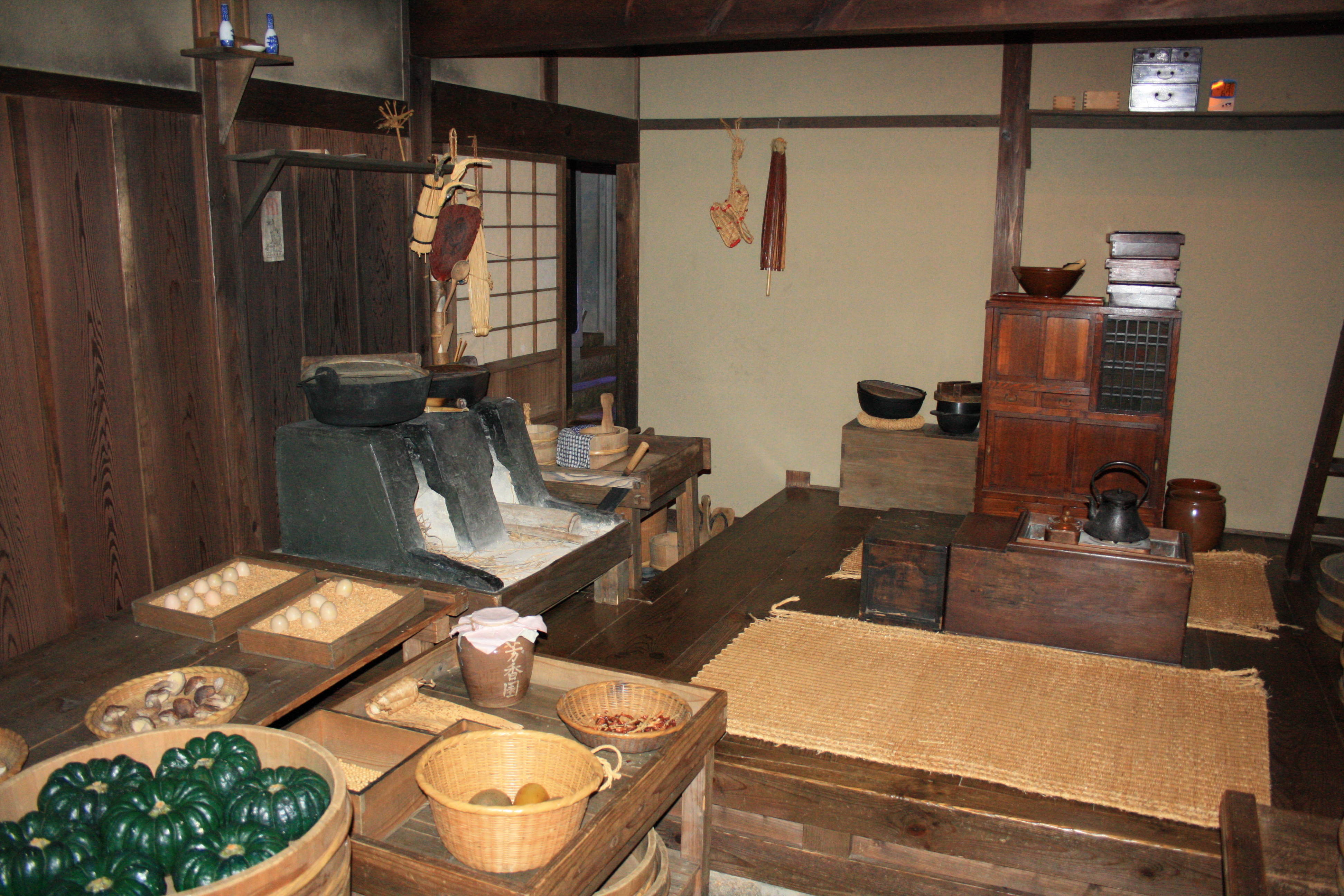
屋内の再現展示

## 他
毎年夏に2、3日のみ開催する「お化けの棲家」というイベントがあり、20種類以上の妖怪の像が江戸時代の町の再現の各所に展示される。

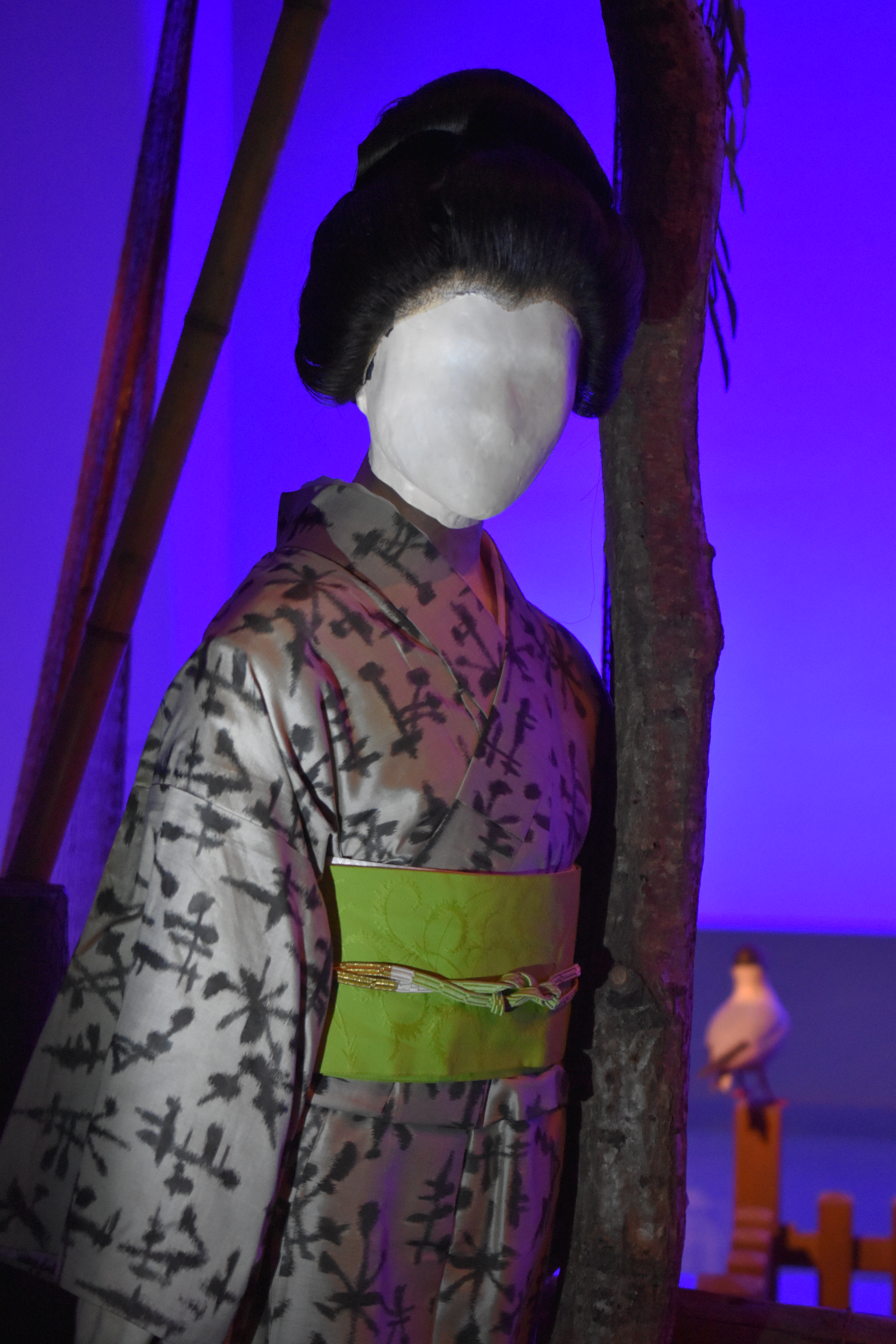
のっぺらぼう
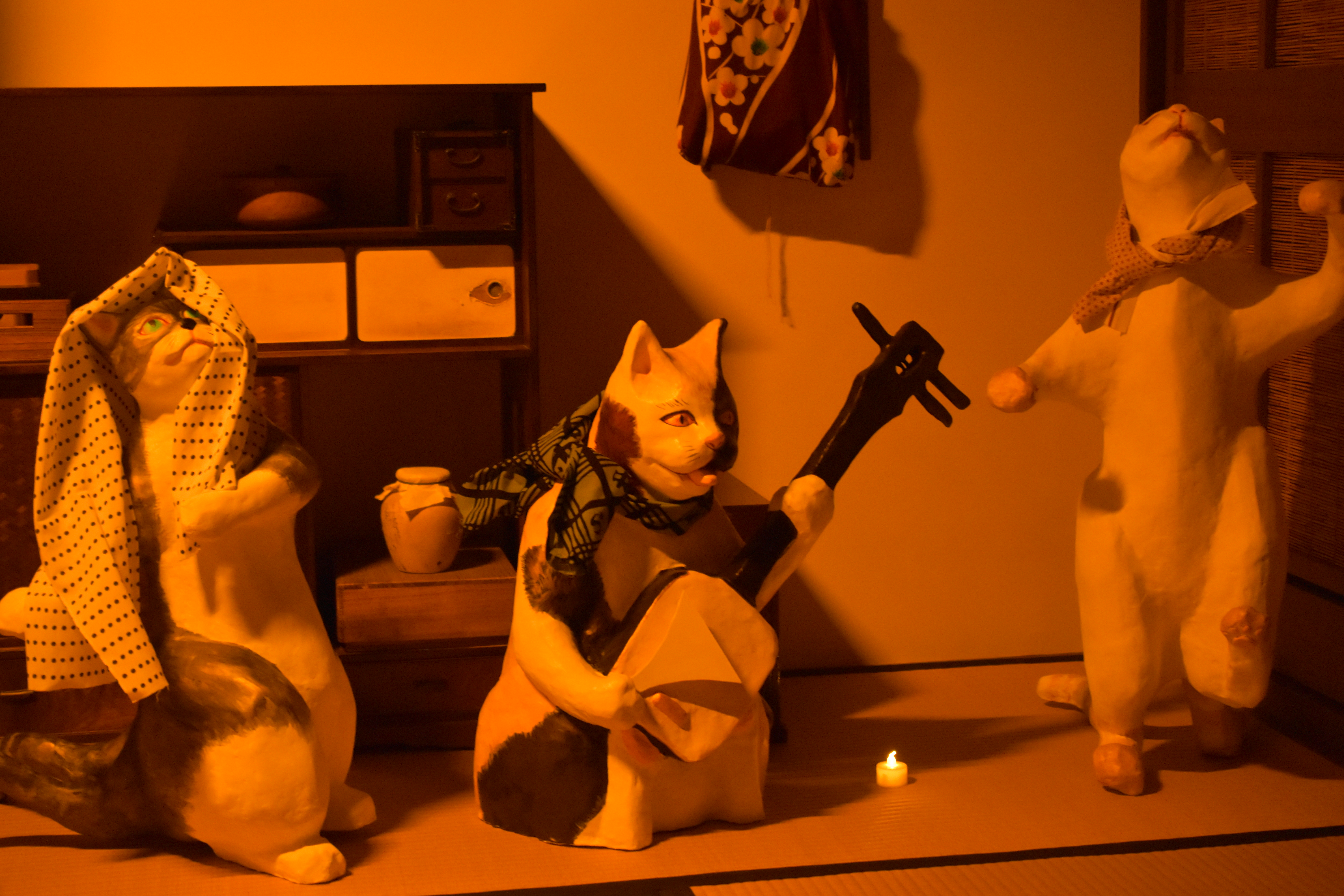
猫又三匹
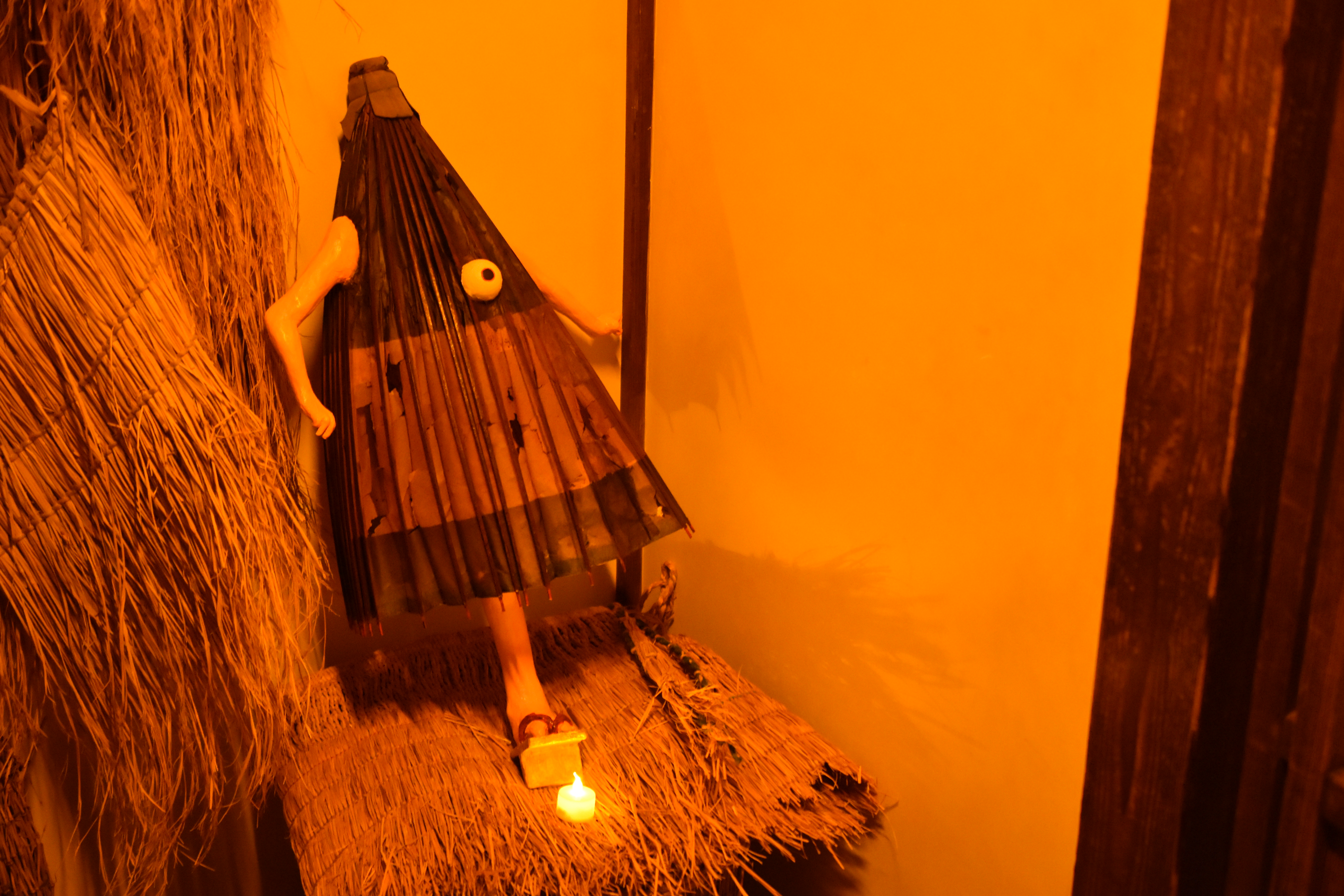
傘化け
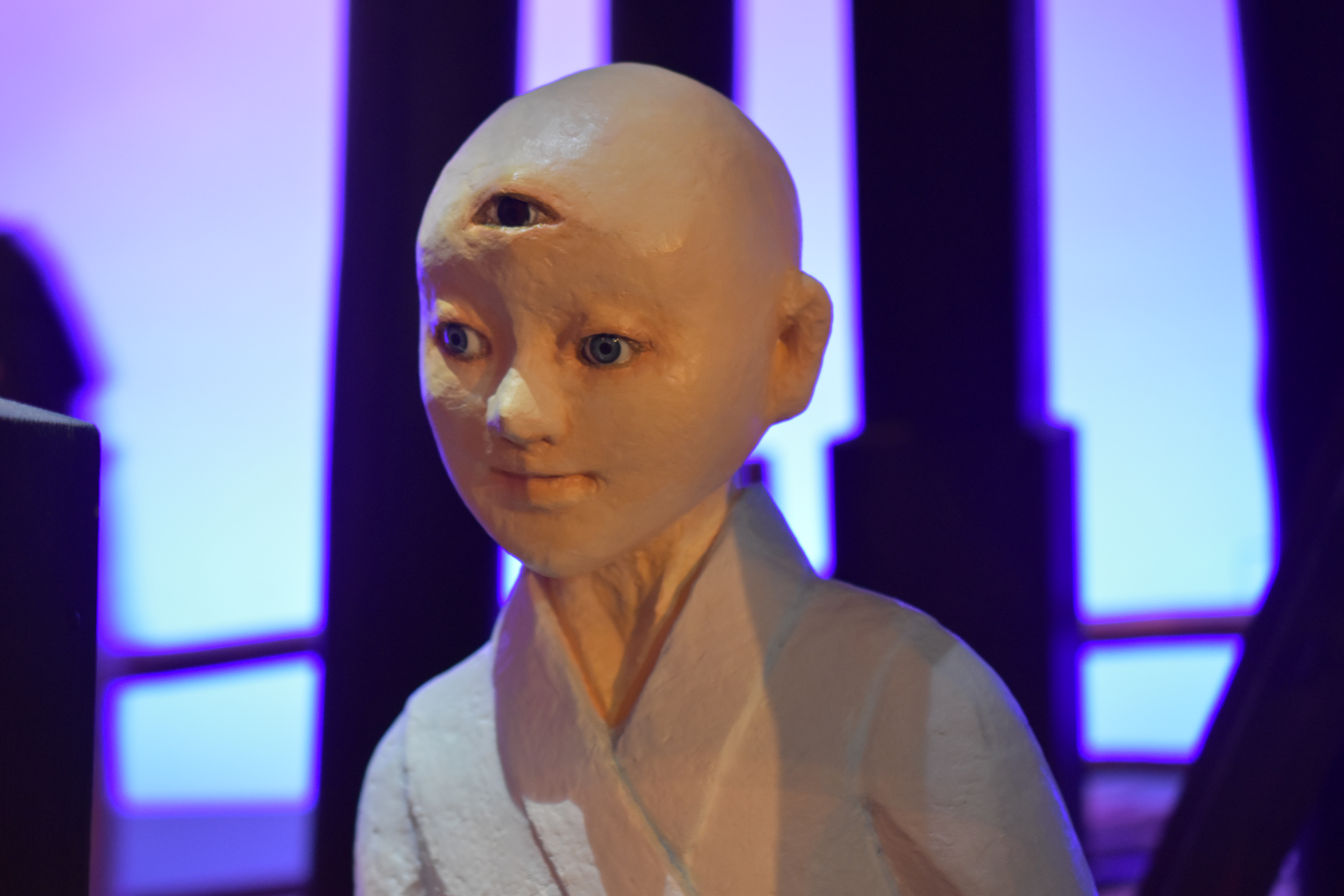
三つ目小僧
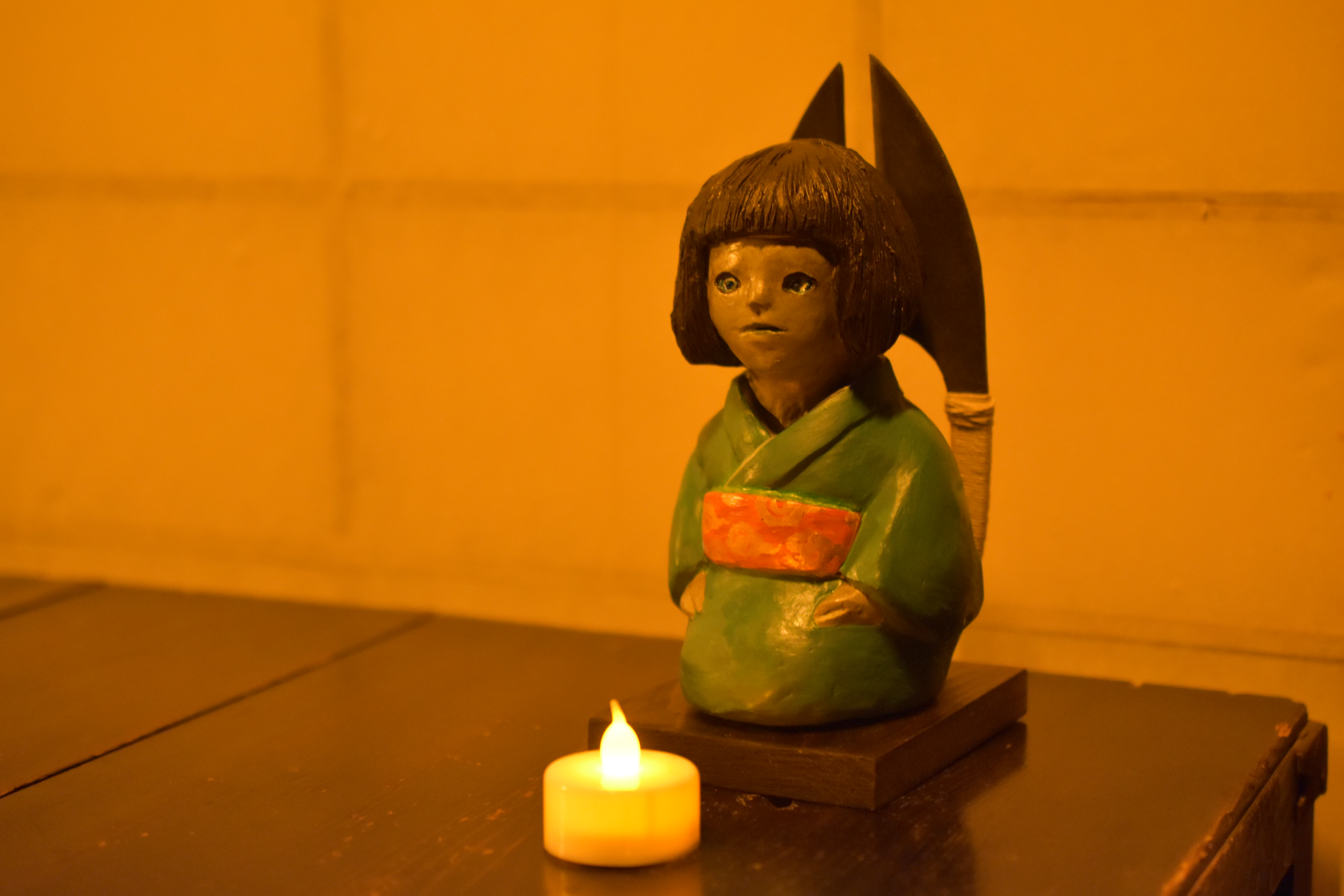
付喪神
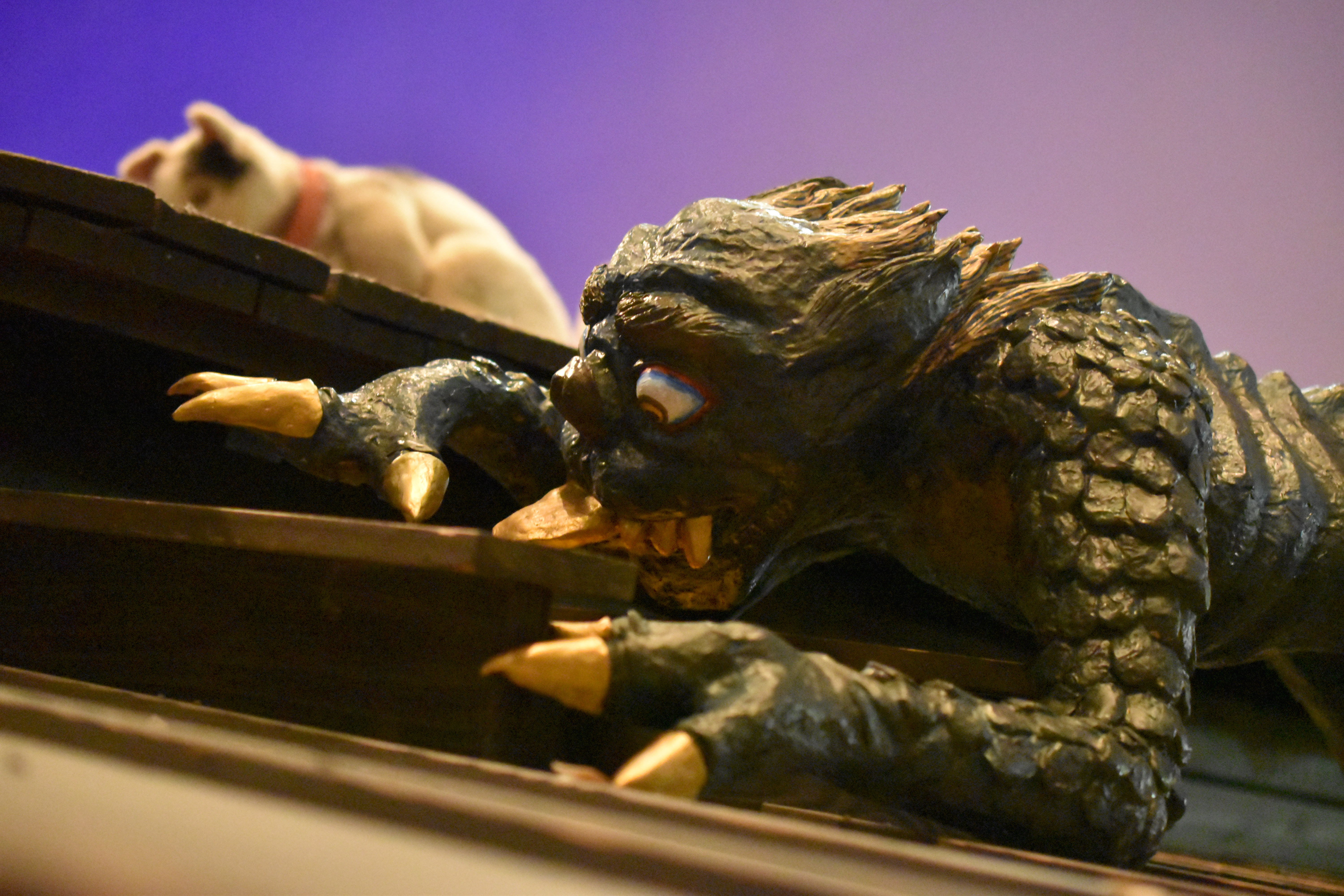
しょうけら
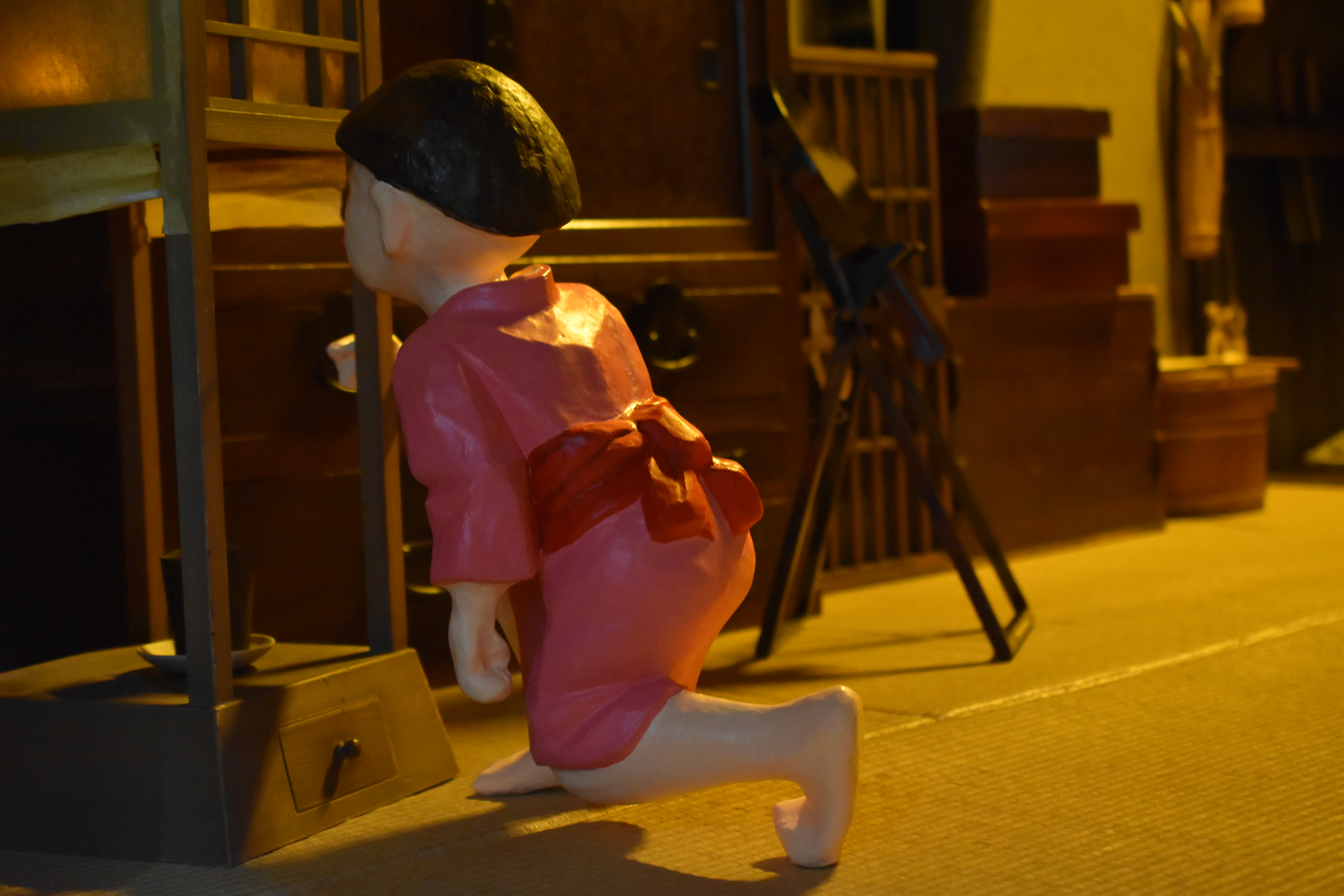
油赤子
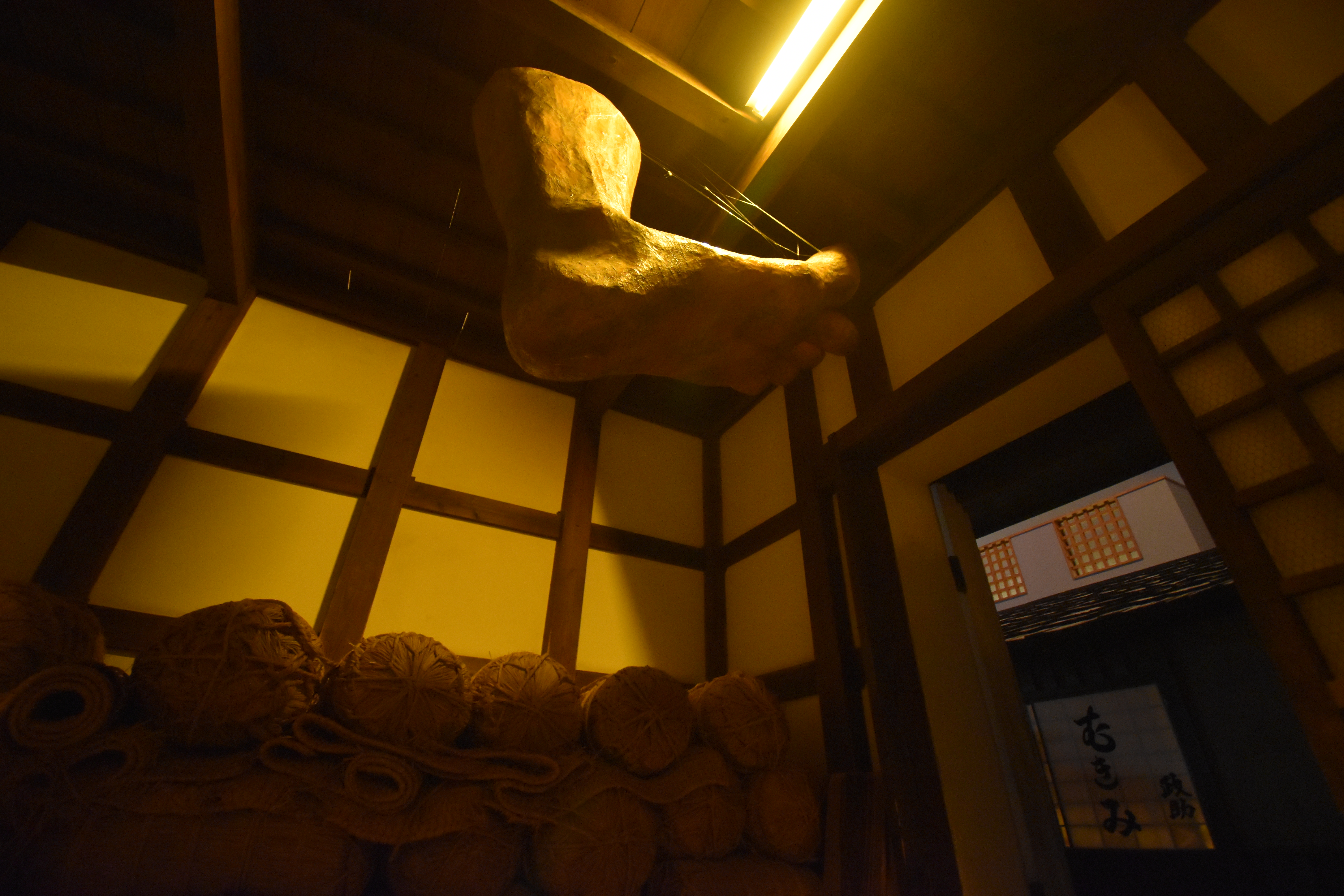
蔵の大足
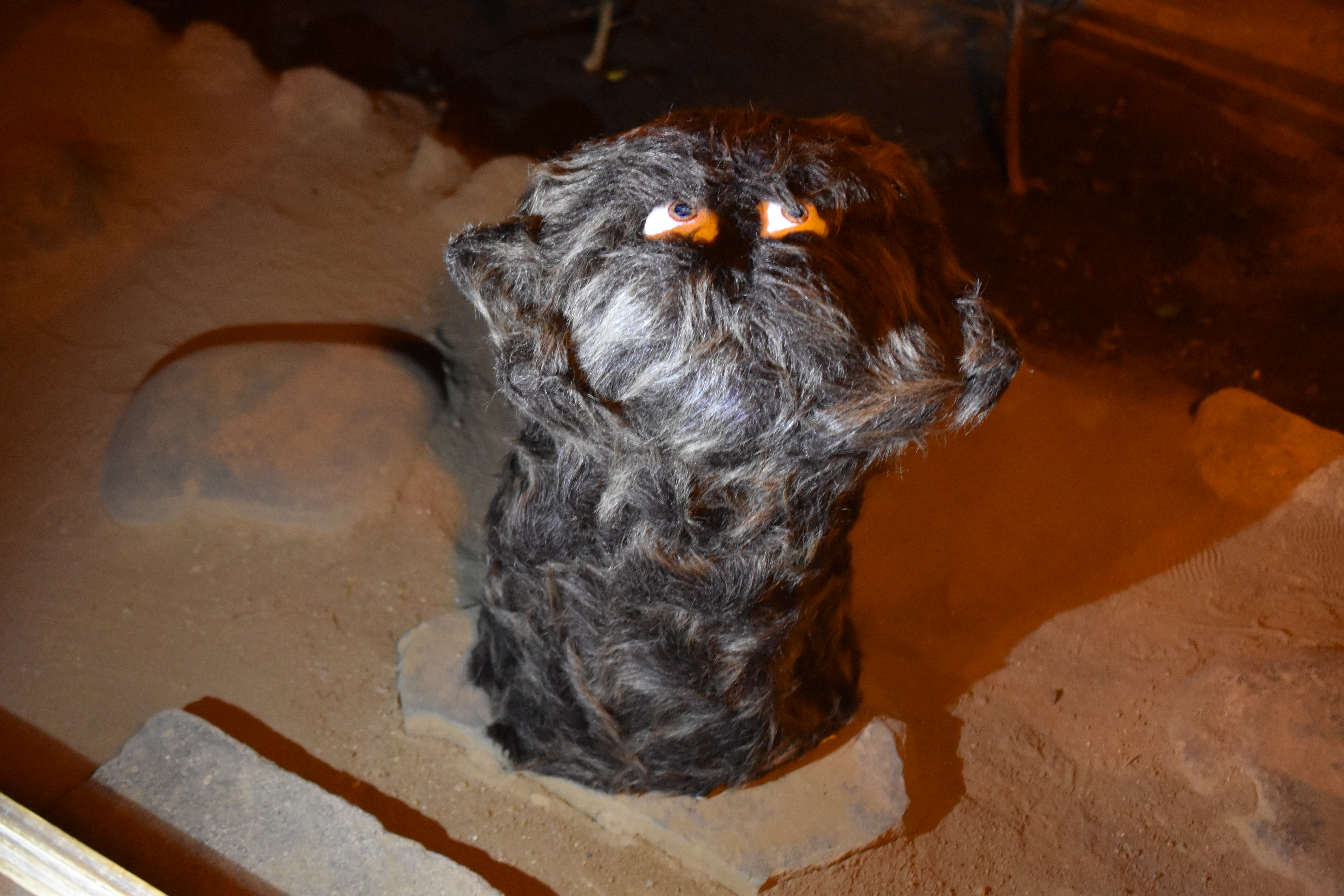
けうけげん
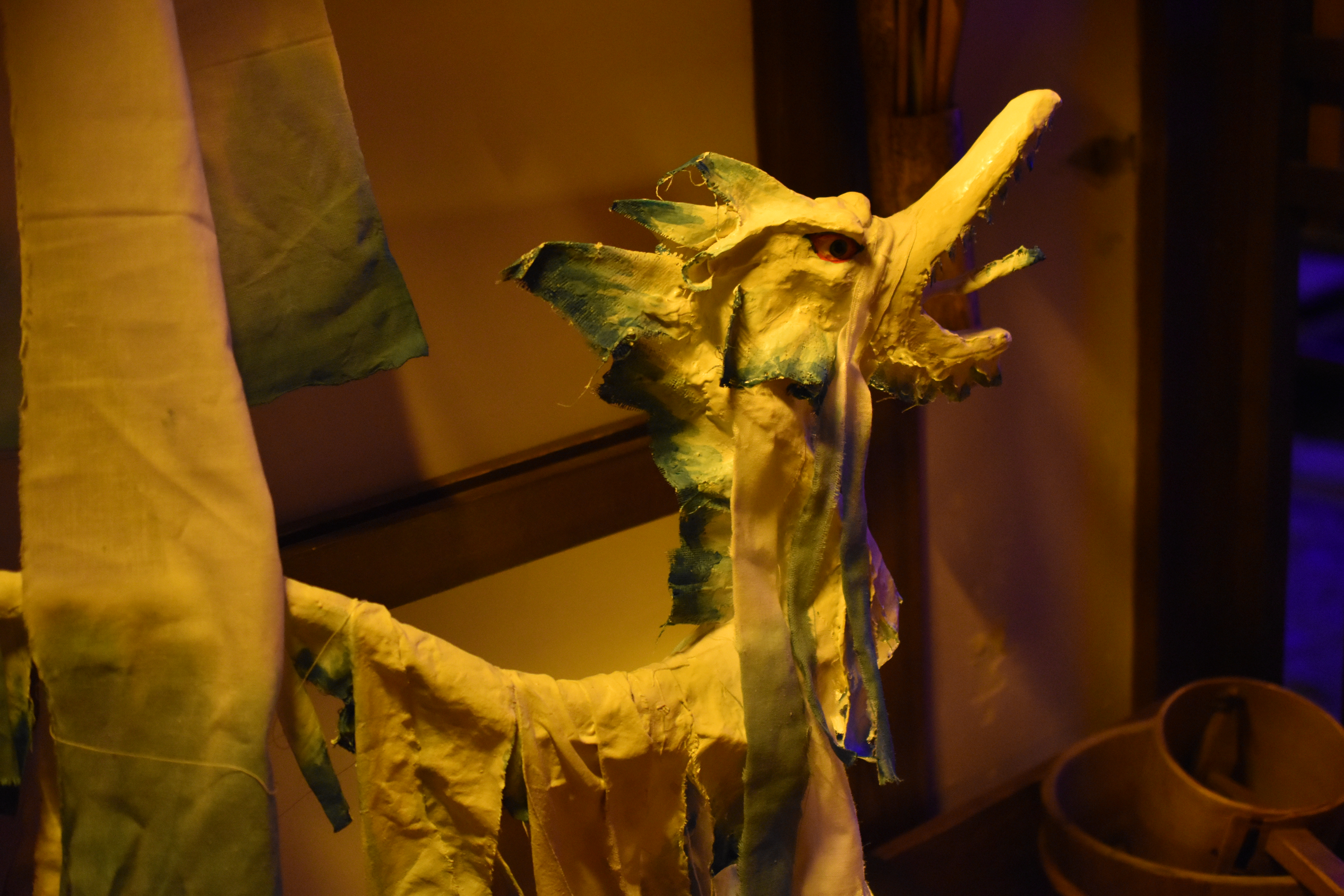
白うねり

なお、資料館に接する道は「深川資料館通り」と名付けられ、東西約800メートルにわたる商店街がある。